# Goodenia pulchella
Goodenia pulchella är en tvåhjärtbladig växtart som beskrevs av George Bentham. Goodenia pulchella ingår i släktet Goodenia och familjen Goodeniaceae. Inga underarter finns listade i Catalogue of Life.